# 1912 en ingénierie
Cet article présente les faits marquants de l'année 1912 en ingénierie.

## Naissances
- 1er mars : Boris Tchertok, ingénieur soviétique.Wernher von Braun

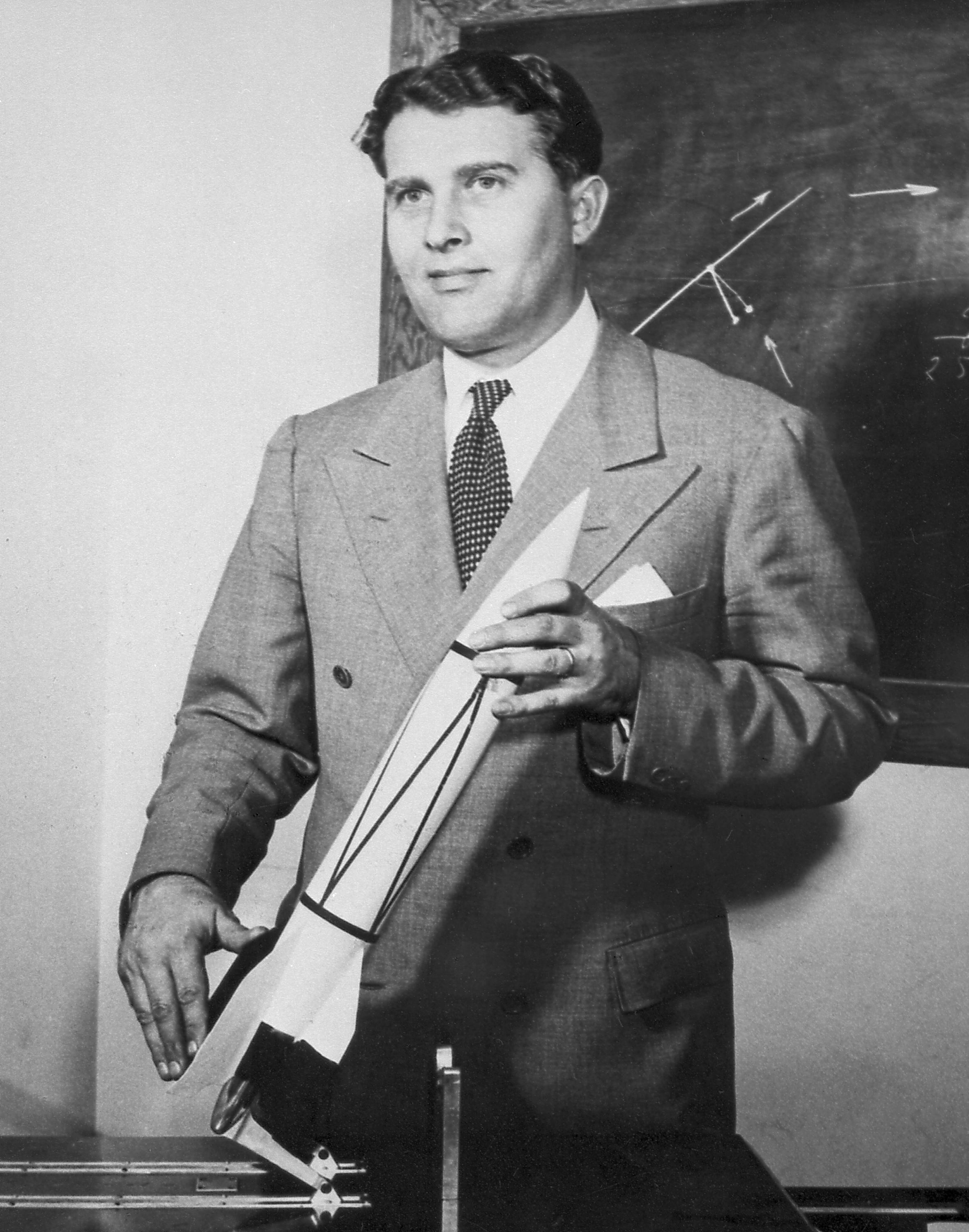
Wernher von Braun

- 23 mars : Wernher von Braun (mort en 1977), ingénieur allemand.
- 20 juillet : Hideo Itokawa (mort en 1999), ingénieur astronautique japonais.
- 8 août : Jacques Bergier (mort en 1978), ingénieur, chimiste, alchimiste, espion, journaliste et écrivain de nationalité française et polonaise.
- 2 octobre : Frank Malina (mort en 1981), ingénieur en aéronautique et peintre américain.

## Décès
- 12 février : Osborne Reynolds (né en 1842), ingénieur et physicien.
- 21 février : Émile Lemoine (né en 1840), ingénieur civil et mathématicien français.